# Euthycera vockerothi
Euthycera vockerothi är en tvåvingeart som beskrevs av Rudolf Rozkošný 1988.
Euthycera vockerothi ingår i släktet Euthycera och familjen kärrflugor. Artens utbredningsområde är Spanien. Inga underarter finns listade i Catalogue of Life.